# Sauget (Illinois)
Pour les articles homonymes, voir Sauget.
Sauget est une ville de l'Illinois, dans le comté de Saint Clair aux États-Unis.

## Historique
Appelée auparavant Monsanto, elle s'appelle ainsi du nom du premier maire du village Leo Sauget (1888-1972).